# Christoph Radakovits
Christoph Radakovits (geboren 1988 in Wien) ist ein österreichischer Schauspieler.

## Leben und Werk
Radakovits studierte nach Matura und Zivildienst ein Jahr lang Betriebswirtschaft. 2008 wechselte er zu Theater-, Film- und Medienwissenschaften an die Universität Wien. 2011 begann er ein Schauspielstudium an der Kunstuniversität Graz. Während des Studiums wirkte er an der Produktion demoni der Performance-Gruppe G-FART in Ljubljana mit und wurde für zwei Rollen ans Grazer Schauspielhaus verpflichtet: als ER in Gott ist ein DJ von Falk Richter (Regie: Katrin Hiller) und als Paul in Katzelmacher von Rainer Werner Fassbinder (Regie: Nina Mattenklotz). Letztere Produktion gastierte auch beim Theatertreffen deutschsprachiger Schauspielstudierender in München und wurde dort mit dem Ensemblepreis ausgezeichnet. In der Spielzeit 2014/15 absolvierte er sein letztes Studienjahr als Studiomitglied am Theater Chemnitz und war dort in Inszenierungen von René Schmidt und Carsten Knödler zu sehen.
Von 2015 bis 2019 gehörte er dem Ensemble des Wiener Burgtheaters an. Er debütierte höchst erfolgreich – an der Seite Ignaz Kirchner und Marie-Luise Stockinger – in Heiner Müllers Hamletmaschine, die von Christina Tscharyiski im Vestibül des Hauses inszeniert wurde. Radakovits spiele „mit jugendlichem Herzblut“, schrieb Die Presse.
Seit 2019 lebt Christoph Radakovits als freier Schauspieler in Wien.

## Rollen am Burgtheater
- 2015/16: Die Hamletmaschine von Heiner Müller, Regie: Christina Tscharyiski – Vestibül
- 2015/16: Party Time von Harold Pinter, Regie: Miloš Lolić – Kasino
- 2015/16: Der Diener zweier Herren von Carlo Goldoni, Regie: Christian Stückl, Rolle: Silvio - Burgtheater[5]
- 2015/16: Dantons Tod von Georg Büchner, Regie: Jan Bosse, Rolle: Camille Desmoulins (Übernahme) - Burgtheater
- 2016/17: Liebesgeschichten und Heiratssachen von Johann Nestroy, Regie: Georg Schmidleitner, Rolle: Alfred - Burgtheater[6]
- 2016/17: Antigone von Sophokles, Regie: Jette Steckel, Rolle: Haimon (Übernahme) - Burgtheater
- 2016/17: Oberösterreich von Franz Xaver Kroetz, Regie: Andreas Schmitz, Rolle: Heinz - Vestibül[7]
- 2016/17: Geächtet von Ayad Akhtar, Regie: Tina Lanik, Rolle: Abe - Burgtheater[8]
- 2017/18: paradies fluten von Thomas Köck, Regie: Robert Borgmann - Akademietheater[9]
- 2017/18: Radetzkymarsch von Joseph Roth, Regie: Johan Simons, Rolle: Junger Slama - Burgtheater[10]
- 2017/18: Der Rüssel von Wolfgang Bauer, Regie: Christian Stückl, Rolle: Gregor - Akademietheater
- 2018/19: Glaube Liebe Hoffnung von Ödön v. Horvath, Regie: Michael Thalheimer, Rolle: Der zweite Schupo - Burgtheater[11]
- 2018/19: Tropfen auf heiße Steine von Rainer Werner Fassbinder, Regie: Cornelius Edlefsen, Rolle: Franz - Vestibül[12]
- 2018/19: Hiob von Joseph Roth, Regie: Christian Stückl, Rolle: Schemarjah - Burgtheater[13]
- 2018/19: Waisen von Dennis Kelly, Regie: Christina Gegenbauer, Rolle: Danny - Vestibül[14]

## Filmografie (Auswahl)
- 2019: 3 Freunde 2 Feinde
- 2021: 1 Verabredung im Herbst
- 2022: Mermaids don’t cry
- 2023: Veni Vidi Vici